# Dichotomius virescens
Dichotomius virescens là một loài bọ cánh cứng trong họ Bọ hung (Scarabaeidae).